# Thionck Essyl
Thionck Essyl (także Thionk Essil) – miasto w Senegalu, w regionie Ziguinchor. Według danych szacunkowych na rok 2010 liczy 8 180 mieszkańców.